# 黑色醜聞
《黑色醜聞》（日语：ブラックスキャンダル）是一部於2018年10月4日至12月7日播映的電視劇，由山口紗彌加主演。

## 登場角色

### Fluorite
| 角色               | 演員         | 粵語配音            | 介紹 |
| 矢神亞梨沙（35）   | 山口紗彌加   | 詹健兒              | Fluorite經理人。前Fluorite女星，因5年前不倫醜聞而被逐出娛樂圈。得知5年前的醜聞是被人陷害時，她決定改名和整容，重新回到Fluorite進行報復。         |
| 勅使河原純矢（38） | 安藤政信     | 麥皓豐              | Fluorite藝能1部首席經理人，亞梨沙前戀人。Fluorite社長勅使河原友和的獨生子。                                                                      |
| 阿久津唯菜（28）   | 松井玲奈     | 吳羨婷              | Fluorite藝能1部人氣女星，出演多部連續劇，並有超過10個商業廣告。                                                                                  |
| 水谷快人（23）     | 若葉龍也     | 張方正 幼年：雷碧娜 | Fluorite藝能1部新人經理人，對工作充滿熱情，但看人沒甚麼眼光。                                                                                    |
| 犬飼遊真（30）     | 森田甘路     | 劉奕希              | Fluorite藝能2部經理人，3年前組成了偶像組合「Milky Road」，責任感非常強，極受公司信任。事實上，他與「Milky Road」的其中一員美嘉(ミカ)秘密交往中。 |
| 美嘉（赤）         | 田中真琴     | 黃昕瑜              | 「Milky Road」隊長。 |
| シズカ（黄）       | 槙田紗子     |                     | 「Milky Road」隊員。 |
| サツキ（緑）       | 渡邊真由     |                     | 「Milky Road」隊員。 |
| マコ（青）         | 中明佑里花   |                     | 「Milky Road」隊員。 |
| 小嶋夏戀（21）     | 小川紗良     | 葉曉欣              | Fluorite藝能2部年輕女星，中學時期因為看見紗羅的演出而立志成為女演員。雖然她樣貌漂亮而且才華出眾，但卻錯過機會。                                  |
| 長谷川浩文（55）   | 谷川昭一郎   | 盧國權              | Fluorite藝能2部經理人。 |
| 田澤真樹（26）     | 野村麻純     | 張頌欣              | Fluorite藝能2部經理人。 |
| 蘇菲亞             | 近藤Emma     | 成瑤孆              | 由水谷發掘的外國模特兒，來自克羅地亞。 |
| 藤崎沙羅（當時30） | 松本真理香   | 魏惠娥              | Fluorite前女星。 |
| 花園由祐子（40）   | 平岩紙       | 曾秀清              | Fluorite藝能2部首席經理人。亞梨沙前經理人，捏造亞梨沙不倫醜聞的中心人物。                                                                        |
| John D             | マイケル富岡 | 陳永信              | 在勅使河原友和辭任社長後擔任Fluorite新社長，沒有經營藝能事務所的經驗。                                                                           |
| 勅使河原友和（60） | 片岡鶴太郎   | 朱子聰              | 勅使河原純矢的父親，本來是Fluorite的社長，但突然宣佈辭任。                                                                                       |

### 其他角色
| 角色             | 演員       | 粵語配音      | 介紹 |
| 棚城健二郎（35） | 波岡一喜   | 鄧志堅        | 前Fluorite的演員，5年前不倫醜聞的男主角。在引起一連串騷動後離開Fluorite轉到其父親經營的藝能事務所。一年後以演員身份回歸，但因覺醒劑取締法而被捕，其後被迫退出藝能界。 |
| 藤崎雅美         | クノ真季子 | 沈小蘭        | 沙羅的母親，在鏡頭前為女兒醜聞道歉後，把液體淋向自己後，於自己家門前自焚。                                                                                            |
| 卷田健吾（38）   | 片桐仁     | 馮錦堂        | 文藝星流株社會社攝影週刊「週刊星流」記者，揭發亞梨沙不倫醜聞的人。 |
| 卷田美铃         | 青山めぐ   |               | 卷田健吾的妻子，前模特兒。 |
| 卷田リナ         | 青柳有咲   |               | 卷田健吾的女兒。 |
| 中島             | 佐野泰臣   | 陳卓智→李凱傑 | 卷田健吾的同事，記者。 |
| 水谷明日那       | 中村静香   | 凌晞          | 水谷快人的繼姊。 |

### 客串角色

#### 第1集
| 角色     | 演員     | 粵語配音 | 介紹                       |
| 五色沼仁 | 袴田吉彥 | 黃啟昌   | 電視台「全日電視」製作人。 |

#### 第2集
| 角色     | 演員       | 粵語配音 | 介紹                                                 |
| 棚城正則 | 山下真司   | 葉振聲   | 演員，棚城健二郎的父親，因兒子的醜聞而令他人氣大增。 |
| 保田靜江 | 朝加真由美 | 袁淑珍   | 棚城正則和健兒郎的經理人。                           |

#### 第3集
| 角色       | 演員                  | 粵語配音 | 介紹       |
| 十勝マサコ | 長谷川まさ子（第7集） | 林丹鳳   | 藝能記者。 |

#### 第4集
| 角色   | 演員               | 粵語配音 | 介紹                        |
| 稻澤晃 | 立花裕大（最終話） | 李鎮然   | Fluorite藝能2部的年輕演員。 |
| 女社長 | 牧野ステテコ       | 蔡惠萍   | 花園由祐子的熟人。          |

#### 第5集
| 角色     | 演員     | 粵語配音 | 介紹               |
| 久保寺徹 | 笠原秀幸 | 陳卓智   | LALA Village社長。 |

## 幕後人員
- 劇本：佐藤友沽 ，泉澤陽子
- 導演：長沼誠，松永洋一，林雅貴，西村了
- 音樂：井筒昭雄
- 主題曲：ゲスの極み乙女。 「ドグマン」（TACO RECORDS／日本華納音樂） [5]
- 製作人：岡本浩一，福田浩之，中間利彥，茂山佳則（ AXON ），西紀州（AXON）
- 特別顧問（監督）：株式會社KOZO Creators Inc. [6]
- 製作協力：AXON
- 製作： 讀賣電視台

## 播放日程
| 第1話                                                     | 10月4日0 | 本当に謝罪会見すべきは私じゃない…!                        | 佐藤友治 | 長沼誠   |
| 第2話                                                     | 10月11日 | ゲス過ぎる二世俳優の薬物汚染が止まらない                  | 佐藤友治 | 長沼誠   |
| 第3話                                                     | 10月18日 | アイドルの闇!? 芸能界のタブーが暴露される                 | 佐藤友治 | 松永洋一 |
| 第4話                                                     | 10月25日 | 整形発覚で復讐終了!? ゲスの極み芸能記者!                  | 佐藤友治 | 長沼誠   |
| 第5話                                                     | 11月2日  | ブラックスキャンダル因縁のCM争奪バトル枕営業再び…衝撃結末 | 泉澤陽子 | 林雅貴   |
| 第6話                                                     | 11月9日  | 女優にヌード強要! 最低ゲスマネージャー                    | 泉澤陽子 | 長沼誠   |
| 第7話                                                     | 11月15日 | 復讐最終章! ゲス社長が秘密にする衝撃事実                  | 佐藤友治 | 西村亮   |
| 第8話                                                     | 11月22日 | 女同士のドロ沼バトル! 衝撃の事実が明らかに!?              | 泉澤陽子 | 松永洋一 |
| 第9話                                                     | 11月29日 | 真の黒幕はまさかの!? 今夜衝撃の真相を暴露                 | 佐藤友治 | 松永洋一 |
| 最終話                                                    | 12月7日0 | 黒幕はゲスの極み! 壮絶な結末を見逃すな!                   | 佐藤友治 | 長沼誠   |
| 平均收视率3.3％ （收視率由Video Research於關東地區統計 ） |          |                                                           |          |          |

## 外部連結
- ブラックスキャンダル 讀賣電視台官方網站 （页面存档备份，存于）（日語）

| 讀賣電視台 讀賣電視台週四連續劇      | 讀賣電視台 讀賣電視台週四連續劇                      | 讀賣電視台 讀賣電視台週四連續劇 |
| ------------------------------------ | ---------------------------------------------------- | ------------------------------- |
|                                      | 黑色醜聞 （2018.10.04 - 2018.12.07）                 |                                 |
| 神速偵探 （2018.07.19 - 2018.09.20） | 讓人生變得輕鬆的幸福法則 （2019.01.10 - 2019.03.14） |                                 |

| 香港 無綫電視J2 逢星期日 22:30 - 23:30 6月27日起星期六、日 22:30 - 23:30 | 香港 無綫電視J2 逢星期日 22:30 - 23:30 6月27日起星期六、日 22:30 - 23:30 | 香港 無綫電視J2 逢星期日 22:30 - 23:30 6月27日起星期六、日 22:30 - 23:30 |
| ------------------------------------------------------------------------ | ------------------------------------------------------------------------ | ------------------------------------------------------------------------ |
|                                                                          | 黑色醜聞 （2020.05.03 - 2020.06.28）                                     |                                                                          |
| 初戀那一天所讀的故事 （2020.02.23 - 2020.04.26）                         | 偵探醫生 （星期六、日） （2020.07.05 - 2020.09.06）                      |                                                                          |